# 24317 Pukarhamal
24317 Pukarhamal è un asteroide della fascia principale. Scoperto nel 2000, presenta un'orbita caratterizzata da un semiasse maggiore pari a 2,3643970 UA e da un'eccentricità di 0,1399512, inclinata di 4,27850° rispetto all'eclittica.